# Plocama reboudiana
Plocama reboudiana är en måreväxtart som först beskrevs av Ernest Saint-Charles Cosson och Michel Charles Durieu de Maisonneuve, och fick sitt nu gällande namn av Maria Backlund och Mats Thulin. Plocama reboudiana ingår i släktet Plocama och familjen måreväxter. Inga underarter finns listade i Catalogue of Life.